# Persone di nome Francesco/Attori
| Questa pagina contiene informazioni ricavate automaticamente dalle voci biografiche con l'ausilio del template Bio e di un bot. L'aggiornamento è periodico e automatico e ricostruisce completamente la pagina. Se manca una persona in questa lista, sei pregato di non aggiungerla, ma accertati piuttosto che la sua voce biografica contenga il template Bio e che i dati anagrafici siano correttamente compilati. Se il template Bio manca, inseriscilo tu stesso o, in alternativa, metti l'avviso {{tmp\|Bio}} che ne segnala la mancanza. Se i dati riportati sono sbagliati, correggi direttamente la voce biografica; le modifiche saranno visibili in questa lista entro pochi giorni. Per chiarimenti vedi il progetto antroponimi. La lista contiene solo le 68 persone che sono citate nell'enciclopedia e per le quali è stato implementato correttamente il template Bio. Pagina aggiornata al 6 ago 2025. |

Questa è una lista di persone presenti nell'enciclopedia che hanno il nome Francesco e sono attori.

## A(4)
- Francesco Acquaroli, attore italiano (Roma, n. 1962)
- Francesco Albanese, attore e regista italiano (Napoli, n. 1975)
- Francesco Anniballi, attore e stuntman italiano (Roma, n. 1941 - Roma, † 1992)
- Francesco Arca, attore, personaggio televisivo e ex modello italiano (Siena, n. 1979)

## B(7)
- Cesco Baseggio, attore italiano (Treviso, n. 1897 - Catania, † 1971)
- Francesco Bauco, attore italiano (Roma, n. 1980)
- Francesco Benigno, attore e regista italiano (Palermo, n. 1967)
- Francesco Bonelli, attore, sceneggiatore e regista italiano (Roma, n. 1967)
- Francesco Brandi, attore e drammaturgo italiano (Legnago, n. 1982)
- Francesco Burroni, attore cinematografico, attore teatrale e regista italiano (Siena, n. 1952)
- Franco Franchi, attore, comico e cantante italiano (Palermo, n. 1928 - Roma, † 1992)

## C(11)
- Franco Caracciolo, attore e nobile italiano (San Martino in Pensilis, n. 1944 - Roma, † 1992)
- Francesco Carnelutti, attore e doppiatore italiano (Venezia, n. 1936 - Roma, † 2015)
- Francesco Casale, attore italiano (Roma, n. 1960)
- Francesco Casaretti, attore, regista e commediografo italiano (Roma, n. 1939)
- Francesco Casisa, attore italiano (Palermo, n. 1987)
- Francesco Castiglione, attore italiano (Böblingen, n. 1982)
- Francesco Cataldo, attore, doppiatore e conduttore radiofonico italiano (Milano, n. 1964)
- Teco Celio, attore svizzero (Lugano, n. 1952)
- Francesco Ciampi, attore, sceneggiatore e regista italiano (Prato, n. 1966)
- Francesco Cicchella, attore, comico e imitatore italiano (Napoli, n. 1989)
- Francesco Colella, attore italiano (Catanzaro, n. 1974)

## D(5)
- Francesco De Rosa, attore italiano (Napoli, n. 1952 - Perugia, † 2004)
- Francesco De Vito, attore italiano (Taranto, n. 1970)
- Francesco Di Leva, attore italiano (Napoli, n. 1978)
- Francesco Di Napoli, attore italiano (Napoli, n. 2001)
- Francesco Dominedò, attore, regista cinematografico e sceneggiatore italiano (Neuilly-sur-Seine, n. 1965)

## F(1)
- Francesco Foti, attore e cabarettista italiano (Catania, n. 1965)

## G(6)
- Francesco Gheghi, attore italiano (Marino, n. 2003)
- Francesco Giuffrida, attore italiano (Catania, n. 1981)
- Francesco Golisano, attore italiano (Riesi, n. 1929 - Roma, † 1990)
- Francesco Grandjacquet, attore italiano (Roma, n. 1904 - Roma, † 1991)
- Francesco Grifoni, attore italiano (Firenze, n. 1983)
- Francesco Gusmitta, attore e regista italiano (Trieste, n. 1966)

## I(1)
- Ciccio Ingrassia, attore, comico e regista italiano (Palermo, n. 1922 - Roma, † 2003)

## M(6)
- Francesco Mandelli, attore, regista e conduttore televisivo italiano (Erba, n. 1979)
- Francesco Martino, attore italiano (Roma, n. 1981)
- Francesco Meoni, attore e doppiatore italiano (Roma, n. 1964)
- Francesco Mistichelli, attore italiano (Pescara, n. 1984)
- Francesco Montanari, attore italiano (Roma, n. 1984)
- Francesco Mulè, attore e doppiatore italiano (Roma, n. 1926 - Roma, † 1984)

## N(3)
- Franco Navarra, attore italiano (Castellammare del Golfo, n. 1919 - † 1950)
- Francesco Chèrea, attore e poeta italiano (Lucca)
- Francesco Nuti, attore, regista e sceneggiatore italiano (Firenze, n. 1955 - Roma, † 2023)

## P(6)
- Francesco Pannofino, attore, doppiatore e direttore del doppiaggio italiano (Pieve di Teco, n. 1958)
- Francesco Paolantoni, attore, comico e commediografo italiano (Napoli, n. 1956)
- Francesco Pasta, attore italiano (Roma, n. 1839 - Firenze, † 1905)
- Francesco Patanè, attore italiano (Genova, n. 1996)
- Francesco Pellegrino, attore italiano (Santa Maria Capua Vetere, n. 1998)
- Pippo Franco, attore, cantante e comico italiano (Roma, n. 1940)

## Q(1)
- Francesco Quinn, attore italiano (Roma, n. 1963 - Malibù, † 2011)

## R(3)
- Francesco Roder, attore e regista italiano (Città del Messico, n. 1983)
- Francesco Romano, attore e regista italiano (Messina, n. 1964 - Los Angeles, † 2025)
- Francesco Bolo Rossini, attore e regista italiano (Perugia, n. 1970)

## S(9)
- Franco Nero, attore e regista italiano (San Prospero Parmense, n. 1941)
- Franz Sala, attore e truccatore italiano (Alessandria, n. 1886 - Roma, † 1952)
- Francesco Salvi, attore, comico e cabarettista italiano (Luino, n. 1953)
- Francesco Scali, attore e comico italiano (Roma, n. 1958)
- Francesco Scianna, attore italiano (Palermo, n. 1982)
- Francesco Sechi, attore e doppiatore italiano (Terni, n. 1976)
- Francesco Siciliano, attore e produttore televisivo italiano (Roma, n. 1968)
- Francesco Sormano, attore, doppiatore e conduttore radiofonico italiano (Valle Mosso, n. 1899 - Roma, † 1977)
- Francesco Stella, attore italiano (Erice, n. 1974)

## T(3)
- Carlo Tamberlani, attore italiano (Salice Salentino, n. 1899 - Subiaco, † 1980)
- Francesco Testi, attore italiano (Verona, n. 1978)
- Francesco Turbanti, attore e sceneggiatore italiano (Grosseto, n. 1988)

## V(2)
- Francesco Venditti, attore e doppiatore italiano (Roma, n. 1976)
- Francesco Vitiello, attore e regista italiano (Scafati, n. 1981)